# Ecsenius trilineatus
Ecsenius trilineatus es una especie de pez de la familia Blenniidae en el orden de los Perciformes.

## Morfología
Los machos pueden llegar alcanzar los 3 cm de longitud total.

## Reproducción
Es ovíparo.

## Hábitat
Es un pez marino de clima tropical y asociado con los  arrecifes de coral.

## Distribución geográfica
Se encuentran en las Islas Molucas e Islas Salomón.